# フランス委任統治領シリア

フランス委任統治領シリア
انتداب فرنسي على سوريا (アラビア語)
Mandat français en Syrie (フランス語)

国歌: حماة الديار（アラビア語）
祖国を守る者たちよ

フランス委任統治領シリア・レバノンの地図

フランス委任統治領シリア（フランスいにんとうちりょうシリア、アラビア語: انتداب فرنسي على سوريا、フランス語: Mandat français en Syrie）は、第一次世界大戦の結果1920年8月10日に締結されたセーヴル条約によりオスマン帝国からフランスの委任統治下にはいった領土である。当初はほぼ現在のシリア・アラブ共和国、レバノン共和国及びトルコ共和国のハタイ県を合わせた地域であった。

## 前史

### OETA東部
1918年11月に第一次世界大戦が終結すると、11月8日にいったんはイギリス、フランスともアラブの独立を支持した。1918年11月23日には占領下のオスマン帝国領を統括する「占領下敵国領政庁」（Occupied Enemy Territory Administration, OETA）を分割するという布告が発せられ、中東は3つのOETAに分割された。このうちフサイン・イブン・アリーの子でダマスカスに入城したファイサル・イブン・フサインの部下アリ・リザ・エル＝リッカビがOETA東部（シリア内陸とトランスヨルダン）を統治し、フサイン・イブン・アリーの3男ファイサル・イブン・フサインを首班とするアラブ政府が成立した。このアラブ政府は、シリアを基盤としたいファイサルによりシリア人を重用した構成となっていた。これに対しフランスはシリアを自国の勢力範囲とみなしていて、シリア民衆の支持を得ようとしているアラブ政府を敵対視した。また、フランスはサイクス・ピコ協定をもとにイギリスに対し、シリアにおけるフランスの権益を認めさせるため、協定中のフランス勢力圏の北東部モースル地方の権利放棄（モースル問題）とパレスチナにおけるイギリスの独占的地位を承認する取引をおこなった。
1919年1月パリ講和会議にファイサルはフサインの代理として出席し、オスマン帝国領アラブ地域の民族自決の原則による独立と主権の承認を求めたが、フランスのシリアにおける権益確保の姿勢を崩すことは出来なかった。このためアメリカ合衆国提案のアメリカ、イギリス、フランス及びイタリアの4か国で住民意向調査を行なう委員会が設置されたが、アメリカ以外は不参加となり同国代表2名による組織となった。委員会の2名は1919年6月に現地に入って調査を開始した。
1919年4月ファイサルは帰国し、6月議会選挙が行なわれ、全シリア議会が開催された。この議会において、パレスチナを含むシリアの主権とファイサルを国王とする立憲君主制国家として独立することを議決した。5月15日、ギリシャ軍がイズミルに上陸し、希土戦争が勃発。
1919年8月アメリカ合衆国代表2名による住民意向調査委員会の調査報告書が出され、次のように今後の措置が提案された。
- パレスチナ、レバノンを含むシリア地方は、ファイサルを国王として単一の立憲君主制国家とし期間を設けて合衆国またはイギリスの委任統治とする。ただし、レバノンはキリスト教徒の自治を認める。
- イラク地方はアラブ王家から人民投票により適当な人物を国王に選んで単一の立憲君主制国家とし、シリア同様に委任統治とする。

この委員会報告に対し、フランスはイギリスの陰謀であると非難し、イギリス国内では対フランス関係が悪化するとの懸念と、シリア地方における軍の駐留経費が問題となった。このため、イギリスは1919年9月に、11月にはシリア地方から撤退し、西部はフランス軍、東部はアラブ軍と交替し、パレスチナ及びヨルダン川東岸だけ駐留を続けるとした。この決定によりフランスは9月にシリアへ派兵を開始した。同じ9月にファイサルはロンドンでこの通告を受け、抗議したもののこれが受け入れられなかったため、フランスと交渉を行なった。この結果、条件付きで、シリア内陸部でのアラブ政府の承認をとりつけた。
1920年1月帰国したファイサルに対し、シリアの指導者はフランスがつけた条件を容認できないと非難し、即時完全独立を求め、ファイサルもこれに同調せざるを得なかった。同月、散発的な武装蜂起がシリア各地で起こり、フランス・シリア戦争が始まった。

### シリア王国の独立
3月8日、シリア議会が開会され、同議会はパレスチナ及びレバノンを含む全シリアはファイサルを国王とし、立憲君主制国家として独立することを再度宣言した。イラクについては別にイラク出身議員によりアブドゥッラーを国王とする立憲君主制国家とすることが宣言された。3月16日、アタテュルク率いるアンカラ政府がソ連との単独講和条約であるモスクワ条約を締結。4月、セーヴル条約のもととなったサン・レモ会議（1920年4月19日 - 4月26日）でアラブ地域におけるフランス及びイギリスの委任統治範囲が決定された。これにより、シリアはフランスの委任統治領と決定された。これに対し、シリア議会は5月に、完全独立の要求と委任統治拒否を議決した。同月、キリキアの領土獲得を狙うフランスがトルコ・フランス戦争を開始。7月はじめ、レバノンに進駐していたフランス軍はダマスカスに向けて進軍を開始し、ファイサルに委任統治受諾等を要求した。ファイサルは独立を主張し激しく反発する議会を解散し、フランスの要求を受け入れることとした。7月23日のマイサランの戦い。同日にダマスカスを占領したフランス軍は、28日ファイサルをダマスカスから追放し、ファイサルはイタリアへのがれた。

## 委任統治領の歴史

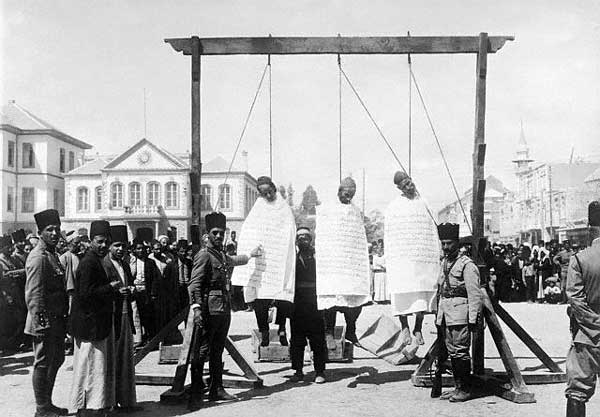
フランス植民地統治に反発してシリアで発生した1925年から1927年にかけてのシリア大反乱において、フランス側によって絞首刑に処される3人の反乱軍兵士

1920年8月10日に旧連合国がオスマン帝国（イスタンブール政府）とセーヴル条約を締結。9月にフランスのグーロー高等弁務官により、シリア地域は大レバノン、ダマスカス国（ジャバル・ドゥルーズ地区を含む）、アレッポ国（アレキサンドレッタ地区を含む）及びアラウイ自治地区に4分割され、各地域には知事が置かれた。
1921年3月、カイロ会議。5月1日にジャバル・ドゥルーズ地区が別個の国として分離された。10月20日、トルコ・フランス戦争の講和条約であるアンカラ条約がフランスとアンカラ政府の間で締結され、アレキサンドレッタ地区が成立。1922年9月9日、アンカラ政府はイズミルを奪還し、ギリシャ軍をアナトリアから駆逐すると、そのまま北へ向かいイスタンブール近くまで進軍してイギリス軍と対峙しチャナク危機を迎えた。10月11日に英仏伊とアンカラ政府の間で新たな講和条約のムダニヤ休戦協定が締結された。このとき、アレキサンドレッタ地区はアレッポ国に編入された。
1924年にはアレキサンドレッタ地区が自治地区となった。12月1日、アレッポ国とダマスカス国を統合して
シリア国なった。1925年、アレキサンドレッタ自治地区が直接フランス委任統治領シリアに編入された。
1930年5月14日、シリア国がシリア第一共和国（1930年 - 1958年）となった。
1932年6月11日、en:Muhammad Ali al-Abidが大統領に就任。
1934年、en:Muhammad Ali al-Abidがフランスと独立交渉を開始したが、フランス側の条件にen:Hashim al-Atassiらが反対。
1936年、en:Hashim al-Atassiの呼びかけでen:1936 Syrian general strike（1月20日 - 3月6日）が始まる。3月22日からパリでen:Hashim al-Atassiがフランスと交渉（3月 - 9月）。フランス・シリア独立条約交渉の過程で、ヒトラーの脅威が高まったことから（3月7日、ラインラント進駐）、9月フランスが批准を拒否。9月27日、en:Hashim al-Atassiがシリアに帰国。11月、en:Hashim al-Atassiが選挙に勝利。12月3日アラウィー派国（ラタキア）とドゥルーズ派国（エッドゥルーズ）がシリア共和国に併合される。12月21日、en:Hashim al-Atassiが大統領に就任。
1938年9月7日、アレキサンドレッタ自治地区がハタイ国（1938年 - 1939年、現トルコ共和国ハタイ県）として独立。
1940年、第二次世界大戦序盤でフランスがナチス・ドイツに敗れると、シリア駐留のフランス軍は親独政権であるヴィシー政府に同調。枢軸国側で中東に展開するイギリス軍と対峙することとなった。1941年、イギリスはシリア作戦を展開し、イギリス軍、オーストラリア軍、イギリス領インド帝国軍、自由フランス軍がシリアの各都市を攻撃。イギリス軍がベイルート市内に迫った同年7月12日、イギリスと自由フランス、ヴィシー政権との間で停戦協定が締結された。
1946年4月17日、フランス軍がシリアから撤退。シリア共和国がフランスから独立。